# Protein Data Bank
Protein Data Bank er en database for 3D-strukturer af proteiner og nukleinsyrer. Disse data er udgivet til public domain og der er fri adgang. Dataene lægges ofte op af biologer og biokemikere efter de er blevet udledt typisk ved røntgenkrystallografi eller NMR-spektroskopi.
En alternativ og brugervenlig databank er  "The human protein atlas" der beskriver 20 035 humane gener og genprodukter